# Canton du Bleymard
Le canton du Bleymard était une division administrative française, située dans le département de la Lozère.

## Composition
| Nom                     | Code Insee | Intercommunalité         | Superficie (km2) | Population (dernière pop. légale) | Densité (hab./km2) |
| ----------------------- | ---------- | ------------------------ | ---------------- | --------------------------------- | ------------------ |
| Le Bleymard (chef-lieu) | 48027      | CC du Goulet-Mont Lozère | 16,36            | 377 (2014)                        | 23                 |
| Allenc                  | 48003      | CC Mont-Lozère           | 38,58            | 227 (2014)                        | 5,9                |
| Bagnols-les-Bains       | 48014      | CC du Goulet-Mont Lozère | 2,40             | 209 (2014)                        | 87                 |
| Belvezet                | 48023      | CC du Goulet-Mont Lozère | 12,39            | 88 (2014)                         | 7,1                |
| Chadenet                | 48037      | CC Mont-Lozère           | 12,96            | 92 (2014)                         | 7,1                |
| Chasseradès             | 48040      | CC du Goulet-Mont Lozère | 61,93            | 144 (2014)                        | 2,3                |
| Cubières                | 48053      | CC Mont-Lozère           | 48,88            | 154 (2014)                        | 3,2                |
| Cubiérettes             | 48054      | CC Mont-Lozère           | 11,34            | 54 (2014)                         | 4,8                |
| Mas-d'Orcières          | 48093      | CC du Goulet-Mont Lozère | 36,56            | 110 (2014)                        | 3                  |
| Saint-Frézal-d'Albuges  | 48151      | CC Mont-Lozère           | 17,20            | 64 (2014)                         | 3,7                |
| Sainte-Hélène           | 48157      | CC Mont-Lozère           | 6,73             | 81 (2014)                         | 12                 |
| Saint-Julien-du-Tournel | 48164      | CC du Goulet-Mont Lozère | 36,57            | 123 (2014)                        | 3,4                |

## Démographie
| 1962  | 1968  | 1975  | 1982  | 1990  | 1999  | 2006  | 2011  | 2012  |
| ----- | ----- | ----- | ----- | ----- | ----- | ----- | ----- | ----- |
| 2 689 | 2 282 | 2 088 | 2 024 | 1 755 | 1 787 | 1 767 | 1 790 | 1 767 |

## Représentation
Sources : Annuaires du département de la Lozère. https://gallica.bnf.fr/ark:/12148/cb326955871/date

### Conseillers généraux de 1833 à 2015
| Période | Période           | Identité                               | Étiquette              | Qualité                                                                                                |
| ------- | ----------------- | -------------------------------------- | ---------------------- | --- |
| 1833    | 1835 (démission)  | Charles Levrault                       |                        | Directeur de l'Enregistrement à Mende                                                                  |
| 1835    | 1848              | Paul Rivière de Larque                 | Majorité ministérielle | Contrôleur principal des contributions directes à Mende Député (1831-1837 et 1841-1848)                |
| 1848    | 1852              | Jean Antoine Félix Aulanier            |                        | Président du Tribunal de première instance de l'arrondissement de Mende                                |
| 1852    | 1877              | Louis Barthélemy Chevalier (1789-1878) |                        | Médecin à Mende                                                                                        |
| 1877    | 1899 (décès)      | Ernest Rouvière                        |                        | Maire du Bleymard (1877-1899)                                                                          |
| 1899    | 1907              | Félix Rouvière                         | Républicain            | Notaire au Bleymard                                                                                    |
| 1907    | 1908 (annulation) | Joseph Ferrand                         | Libéral                | Notaire - Maire du Bleymard (1900-1912)                                                                |
| 1908    | 1909 (annulation) | Félix Rouvière                         | Républicain            | Notaire - Maire du Bleymard (1912-1915 et 1918-1944)                                                   |
| 1909    | 1913              | Joseph Ferrand                         | Libéral                | Notaire - Maire du Bleymard (1900-1912)                                                                |
| 1913    | 1919              | Félix Rouvière                         | Républicain            | Notaire - Maire du Bleymard (1912-1915 et 1918-1944)                                                   |
| 1919    | 1940              | Louis Bringer                          | URD                    | Entrepreneur Député (1919-1932) Sénateur (1930-1941) Nommé conseiller départemental en 1942            |
|         |                   |                                        |                        | |
| 1945    | 1951              | Jean Mazel                             | MRP puis PPUS-CNIP     | Avoué Maire de Mende (1945-1956) Député (1945-1955)                                                    |
| 1951    | 1958              | Joseph Caupert                         | DVD                    | Notaire                                                                                                |
| 1958    | 1960              | Justin Richard                         | DVD                    | Entrepreneur à Mende, propriétaire à Allenc                                                            |
| 1960    | 1994 (décès)      | Joseph Caupert                         | UDR puis UDF           | Notaire - Sénateur (1985-1994) Maire du Bleymard (1959-1994), Président du conseil général (1981-1985) |
| 1994    | 2001              | Jacky Ferrier                          | DVD                    | Directeur du syndicat départemental d'électrification et d'équipement de la Lozère Maire d'Allenc      |
| 2001    | 2012 (décès)      | Pierre Bonicel (1949-2012)             | DVD puis UMP           | Maire de Chadenet puis de Bagnols-les-Bains Suppléant du député Francis Saint-Léger (2002-2007)        |
| 2012    | 2015              | Marjorie Massador                      | UMP                    | Cadre infirmier, Cubières                                                                              |

### Conseillers d'arrondissement (de 1833 à 1940)
| Période                                  | Période      | Identité                                                   | Étiquette | Qualité |
| ---------------------------------------- | ------------ | ---------------------------------------------------------- | --------- | --- |
| 1833                                     | 1843 (décès) | Étienne François Hippolyte Chas-Laviniole père (1796-1843) |           | Ancien notaire, maire du Bleymard (1825-1830 et 1832-1843)                                                  |
| 1843                                     | 1848         | Etienne Hippolyte Ferdinand Rouvière (1802-1852)           |           | Notaire au Bleymard                                                                                         |
|                                          |              |                                                            |           | |
| 1852                                     | 1861         | Jean Antoine Ferrand                                       |           | Avoué au Bleymard                                                                                           |
| 1861                                     | 1867 (décès) | Marie-Frédéric-Amable-Emile Chas-Laviniole (1810-1867)     |           | Juge de paix, Le Bleymard                                                                                   |
| 1867                                     | 1884 (décès) | Barthélemy Jules Trophime Rouvière (1829-1884)             |           | Greffier de la justice de paix, Le Bleymard                                                                 |
| 1884                                     | 1888 (décès) | Auguste Chevalier                                          |           | Avocat à Mende                                                                                              |
| 1888                                     | 1910         | Clément Chevalier (1847-1931)                              |           | Propriétaire, maire de Bagnols-les-Bains (1886-1925)                                                        |
| 1910                                     | 1934         | Cyprien Buisson                                            | Droite    | Cultivateur au Bleymard                                                                                     |
| 1934                                     | 1940         | Edouard Buisson (fils du précédent)                        | Droite    | Cultivateur au Bleymard                                                                                     |
| 1940                                     |              |                                                            |           | Les conseils d'arrondissement ont été suspendus par la loi du 12 octobre 1940 et n'ont jamais été réactivés |
| Les données manquantes sont à compléter. |              |                                                            |           | |